# Lazar Koprivica
Lazar Koprivica (ur. 8 listopada 1991) – serbski siatkarz, grający na pozycji przyjmującego. Od sezonu 2019/2020 występuje w drużynie OK Partizan Belgrad.

## Sukcesy klubowe
Puchar Serbii:
- 2009, 2011, 2013, 2014

Mistrzostwo Serbii:
- 2012, 2013, 2014, 2015
- 2010, 2021
- 2009, 2011, 2020

Superpuchar Serbii:
- 2011, 2012, 2013, 2014

Mistrzostwo Rumunii:
- 2017

Mistrzostwo Cypru:
- 2019

## Sukcesy reprezentacyjne
Mistrzostwa Europy Juniorów:
- 2010

Mistrzostwa Świata Juniorów:
- 2011

Mistrzostwa Świata U-23:
- 2013